# Kalle Dixelius
Karl Magnus (Kalle) Dixelius, född 22 januari 1974 i Linköpings församling, är en svensk författare och journalist som numera är verksam inom PR-branschen. Han har tidigare arbetat på bland annat Dagens Nyheter och TT Spektra som nöjesreporter och musikkritiker. Han är brorson till journalisten Malcolm Dixelius.  
Kalle Dixelius blev som sextonåring distriktsmästare i fäktning i Stockholm. 2009 utkom hans debutroman Toffs bok. Med kommentarer av Muham Bentson på Ordfronts förlag. Det är en dystopisk science fiction som utspelar sig i Sverige på 2200-talet. Hösten 2013 utkom Dagen när James McDougal försvann, även den på Ordfront, en roman om en tillbakadragen, ensam ung man som upptäcker att han – och andra – har superkrafter.  Den 29 april 2024 släpps hans bok Jag vill ha en hund! Handbok för barn som älskar hundar på förlaget Bonnier Carlsen med illustrationer av Emma Ganslandt. Boken innehåller fakta om hundar och deras sätt att kommunicera, men också en hel del tricks för hur barn får sina föräldrar att köpa dem en egen hund.    
2024 gav Piratförlaget ut Kalle Dixelius "Den som märker stenar", en berättelse om Åsmund Kåresson, som högg flera runstenar runt om i Sverige när landet kristnades i slutet av vikingatiden, Boken är en roman, baserad på den Åsmund Kåresson som märkte de stenar han hade ristat.

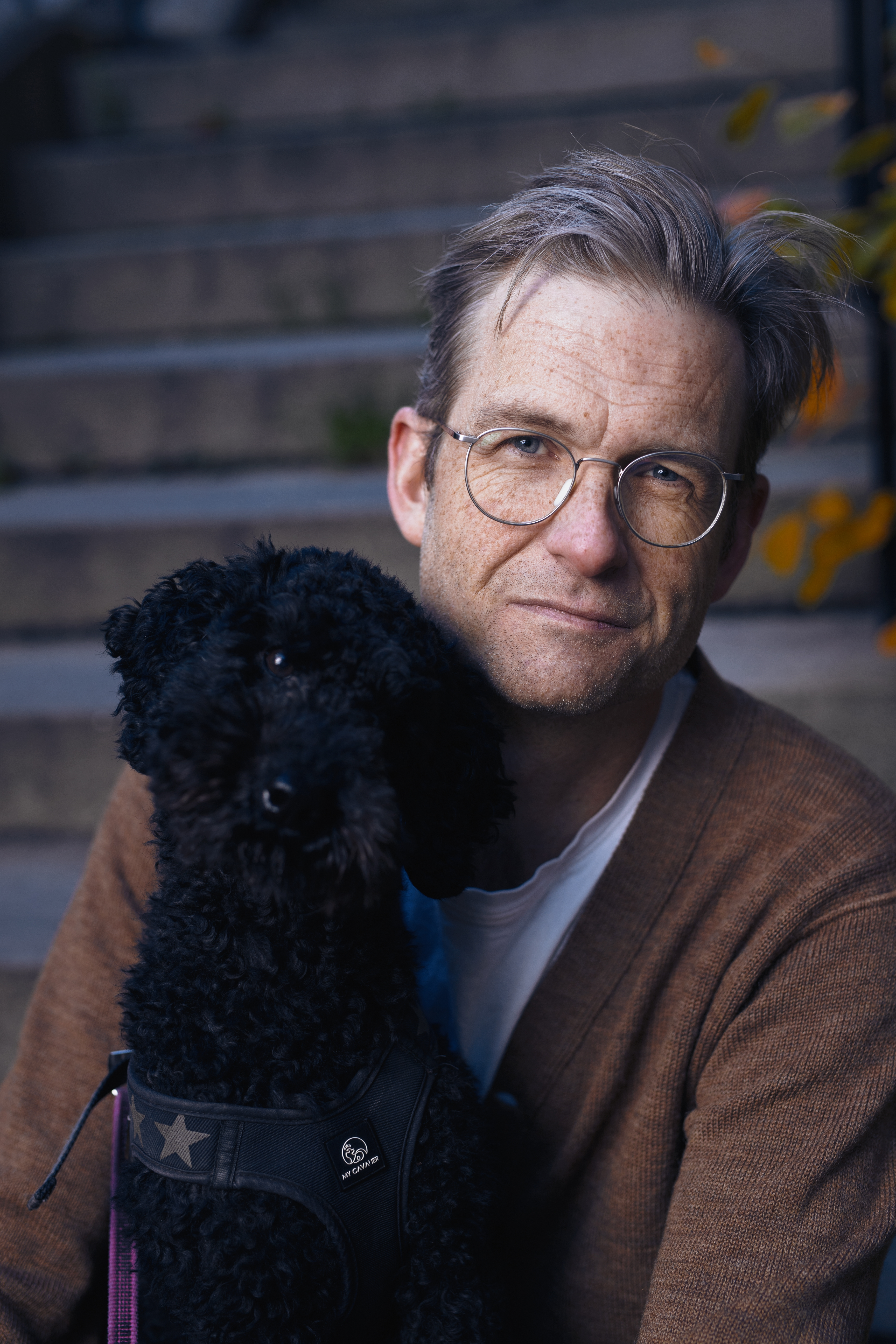
Kalle Dixelius med mellanpudeln Margaretha (till vänster).